# Steinerjev izrek
Steinerjev izrek (tudi Huygens-Steinerjev izrek ali redkeje izrek o vzporedni osi) v fiziki podaja masni vztrajnostni moment Jζ togega telesa okrog dane osi vrtenja ζ:
{\displaystyle J_{\zeta }=J^{\star }+mr^{\star 2}\!\,,}
kjer je J* vztrajnostni moment okrog vzporedne osi skozi težišče telesa, m masa telesa in r* pravokotna razdalja med osema.
S Steinerjevim izrekom se včasih izogne integriranju. Zgled je vztrajnosti moment valja okrog tvorilke ζ:
{\displaystyle J_{\zeta }=J_{z}+mr^{\star 2}={\frac {1}{2}}mr^{2}+mr^{2}={\frac {3}{2}}mr^{2}\!\,.}
Steinerjev izrek velja tudi za vztrajnostna momenta ploskve:
{\displaystyle I_{u}=I_{x}^{\star }+Sa^{\star 2}\!\,,}
{\displaystyle I_{v}=I_{y}^{\star }+Sb^{\star 2}\!\,.}
Izrek se imenuje po švicarskem matematiku Jakobu Steinerju (1796–1863). Izreku rečejo včasih tudi Steinerjevo pravilo ali kar Steinerjeva enačba.

## Izpeljava
Brez izgube splošnosti se lahko privzame, da v kartezičnem koordinatnem sistemu pravokotna razdalja med osema leži vzdolž osi x in, da težišče leži v koordinatnem izhodišču. Masni vztrajnostni moment glede na os z, ki gre skozi težišče, je:
{\displaystyle J_{z}=\int {(x^{2}+y^{2})}\,{\rm {d}}m\!\,.}
Masni vztrajnostni moment glede na novo os na pravokotni razdalji r*  vzdolž osi x iz težišča je:
{\displaystyle J_{\zeta }=\int {((x-r^{\star })^{2}+y^{2})}\,{\rm {d}}m\!\,.}
Če se izraz razširi, se dobi:
{\displaystyle J_{\zeta }=\int {(x^{2}+y^{2})}\,{\rm {d}}m+r^{\star 2}\int {\rm {d}}m-2r^{\star }\int {x}\,{\rm {d}}m\!\,.}
Prvi člen je Jz, drugi mr*2, zadnji pa je enak 0, ker je izhodišče v težišču. Tako je končno:
{\displaystyle J_{\zeta }=J_{z}+mr^{\star 2}\!\,.}